# Meronera obliqua
Meronera obliqua är en skalbaggsart som beskrevs av Thomas Casey 1906. Meronera obliqua ingår i släktet Meronera och familjen kortvingar. Inga underarter finns listade i Catalogue of Life.